# Mustafa Akıncı
Mustafa Akıncı, född 28 december 1947, är en turkcypriotisk politiker. Han är Nordcyperns president sedan april 2015.